# 80ste Oscaruitreiking
De 80ste Oscaruitreiking, waarbij prijzen werden uitgereikt aan de beste prestaties in films uit 2007, vond op 24 februari 2008 plaats in het Kodak Theatre in Hollywood. De ceremonie werd voor de tweede keer gepresenteerd door Jon Stewart. De genomineerden werden op 22 januari bekendgemaakt door Sid Ganis, voorzitter van de Academy, en actrice Kathy Bates in het Samuel Goldwyn Theater te Beverly Hills.

## Winnaars en genomineerden
De winnaars staan bovenaan in vet lettertype.

#### Beste film
- No Country for Old Men
  - Atonement
  - Juno
  - Michael Clayton
  - There Will Be Blood

#### Beste regisseur
- Joel Coen en Ethan Coen - No Country for Old Men
  - Paul Thomas Anderson - There Will Be Blood
  - Tony Gilroy - Michael Clayton
  - Jason Reitman - Juno
  - Julian Schnabel - The Diving Bell and the Butterfly

#### Beste mannelijke hoofdrol
- Daniel Day-Lewis - There Will Be Blood
  - George Clooney - Michael Clayton
  - Johnny Depp - Sweeney Todd: The Demon Barber of Fleet Street
  - Tommy Lee Jones - In the Valley of Elah
  - Viggo Mortensen - Eastern Promises

#### Beste vrouwelijke hoofdrol
- Marion Cotillard - La Vie en Rose
  - Cate Blanchett - Elizabeth: The Golden Age
  - Julie Christie - Away from Her
  - Laura Linney - The Savages
  - Ellen Page - Juno

#### Beste mannelijke bijrol
- Javier Bardem - No Country for Old Men
  - Casey Affleck - The Assassination of Jesse James by the Coward Robert Ford
  - Philip Seymour Hoffman - Charlie Wilson's War
  - Hal Holbrook - Into the Wild
  - Tom Wilkinson - Michael Clayton

#### Beste vrouwelijke bijrol
- Tilda Swinton - Michael Clayton
  - Cate Blanchett - I'm Not There
  - Ruby Dee - American Gangster
  - Saoirse Ronan - Atonement
  - Amy Ryan - Gone Baby Gone

#### Beste originele scenario
- Juno - Diablo Cody
  - Lars and the Real Girl - Nancy Oliver
  - Michael Clayton - Tony Gilroy
  - Ratatouille - Brad Bird, Jan Pinkava en Jim Capobianco
  - The Savages - Tamara Jenkins

#### Beste bewerkte scenario
- No Country for Old Men - Joel Coen en Ethan Coen
  - Atonement - Christopher Hampton
  - Away from Her - Sarah Polley
  - The Diving Bell and the Butterfly - Ronald Harwood
  - There Will Be Blood - Paul Thomas Anderson

#### Beste niet-Engelstalige film
- The Counterfeiters - Oostenrijk
  - 12 - Rusland
  - Beaufort - Israël
  - Katyn - Polen
  - Mongol - Kazachstan

#### Beste animatiefilm
- Ratatouille - Brad Bird
  - Persepolis - Marjane Satrapi en Vincent Paronnaud
  - Surf's Up - Ash Brannon en Chris Buck

#### Beste documentaire
- Taxi to the Dark Side - Alex Gibney en Eva Orner
  - No End in Sight - Charles Ferguson en Audrey Marrs
  - Operation Homecoming: Writing the Wartime Experience - Richard E. Robbins
  - Sicko - Michael Moore en Meghan O'Hara
  - War/Dance - Andrea Nix Fine en Sean Fine

#### Beste camerawerk
- There Will Be Blood - Robert Elswit
  - The Assassination of Jesse James by the Coward Robert Ford - Roger Deakins
  - Atonement - Seamus McGarvey
  - The Diving Bell and the Butterfly - Janusz Kamiński
  - No Country for Old Men - Roger Deakins

#### Beste montage
- The Bourne Ultimatum - Christopher Rouse
  - The Diving Bell and the Butterfly - Juliette Welfling
  - Into the Wild - Jay Cassidy
  - No Country for Old Men - Roderick Jaynes
  - There Will Be Blood - Dylan Tichenor

#### Beste artdirection
- Sweeney Todd: The Demon Barber of Fleet Street - Dante Ferretti en Francesca Lo Schiavo
  - American Gangster - Arthur Max en Beth A. Rubino
  - Atonement - Sarah Greenwood en Katie Spencer
  - The Golden Compass - Dennis Gassner en Anna Pinnock
  - There Will Be Blood - Jack Fisk en Jim Erickson

#### Beste originele muziek
- Atonement - Dario Marianelli
  - 3:10 to Yuma - Marco Beltrami
  - The Kite Runner - Alberto Iglesias
  - Michael Clayton - James Newton Howard
  - Ratatouille - Michael Giacchino

#### Beste originele nummer
- "Falling Slowly" uit Once - Muziek en tekst: Glen Hansard en Markéta Irglová
  - "Happy Working Song" uit Enchanted - Muziek: Alan Menken, tekst: Stephen Schwartz
  - "Raise It Up" uit August Rush - Muziek en tekst: Jamal Joseph, Charles Mack en Tevin Thomas
  - "So Close" uit Enchanted - Muziek: Alan Menken, tekst: Stephen Schwartz
  - "That's How You Know" uit Enchanted - Muziek: Alan Menken, tekst: Stephen Schwartz

#### Beste geluidsmixing
- The Bourne Ultimatum - Scott Millan, David Parker, en Kirk Francis
  - 3:10 to Yuma - Paul Massey, David Giammarco en Jim Stuebe
  - No Country for Old Men - Skip Lievsay, Craig Berkey, Greg Orloff en Peter Kurland
  - Ratatouille - Randy Thom, Michael Semanick en Doc Kane
  - Transformers - Kevin O'Connell, Greg P. Russell en Peter J. Devlin

#### Beste geluidsbewerking
- The Bourne Ultimatum - Karen Baker Landers en Per Hallberg
  - No Country for Old Men - Skip Lievsay
  - Ratatouille - Randy Thom en Michael Silvers
  - There Will Be Blood - Christopher Scarabosio en Matthew Wood
  - Transformers - Ethan Van der Ryn en Mike Hopkins

#### Beste visuele effecten
- The Golden Compass - Michael Fink, Bill Westenhofer, Ben Morris en Trevor Wood
  - Pirates of the Caribbean: At World's End - John Knoll, Hal Hickel, Charles Gibson en John Frazier
  - Transformers - Scott Farrar, Scott Benza, Russell Earl en John Frazier

#### Beste kostuumontwerp
- Elizabeth: The Golden Age - Alexandra Byrne
  - Across the Universe - Albert Wolsky
  - Atonement - Jacqueline Durran
  - La Vie en Rose - Marit Allen
  - Sweeney Todd: The Demon Barber of Fleet Street - Colleen Atwood

#### Beste grime
- La Vie en Rose - Didier Lavergne en Jan Archibald
  - Norbit - Rick Baker en Kazuhiro Tsuji
  - Pirates of the Caribbean: At World's End - Ve Neill en Martin Samuel

#### Beste korte film
- Le Mozart des Pickpockets (The Mozart of Pickpockets) - Philippe Pollet-Villard
  - At Night - Christian E. Christiansen en Louise Vesth
  - Il Supplente (The Substitute) - Andrea Jublin
  - Tanghi Argentini - Guido Thys en Anja Daelemans
  - The Tonto Woman - Daniel Barber en Matthew Brown

#### Beste korte animatiefilm
- Peter & the Wolf - Suzie Templeton en Hugh Welchman
  - I Met the Walrus - Josh Raskin
  - Madame Tutli-Putli - Chris Lavis en Maciek Szczerbowski
  - Même les Pigeons Vont au Paradis (Even Pigeons Go to Heaven) - Samuel Tourneux en Simon Vanesse
  - My Love (Moya Lyubov) - Aleksandr Petrov

#### Beste korte documentaire
- Freeheld - Cynthia Wade en Vanessa Roth
  - La Corona (The Crown) - Amanda Micheli en Isabel Vega
  - Salim Baba - Tim Sternberg en Francisco Bello
  - Sari's Mother - James Longley

#### Ere-award
- Robert Boyle, als erkenning voor een van de grootste carrières van de filmindustrie in artdirection.[2]

## Films met meerdere nominaties
De volgende films ontvingen meerdere nominaties:
| Nominaties | Film                                                       | Awards |
| ---------- | ---------------------------------------------------------- | ------ |
| 8          | No Country for Old Men                                     | 4      |
| 8          | There Will Be Blood                                        | 2      |
| 7          | Atonement                                                  | 1      |
| 7          | Michael Clayton                                            | 1      |
| 5          | Ratatouille                                                | 1      |
| 4          | The Diving Bell and the Butterfly                          |        |
| 4          | Juno                                                       | 1      |
| 3          | The Bourne Ultimatum                                       | 3      |
| 3          | Enchanted                                                  |        |
| 3          | Sweeney Todd: The Demon Barber of Fleet Street             | 1      |
| 3          | Transformers                                               |        |
| 3          | La Vie en Rose                                             | 2      |
| 2          | 3:10 to Yuma                                               |        |
| 2          | American Gangster                                          |        |
| 2          | The Assassination of Jesse James by the Coward Robert Ford |        |
| 2          | Away from Her                                              |        |
| 2          | Elizabeth: The Golden Age                                  | 1      |
| 2          | The Golden Compass                                         | 1      |
| 2          | Into the Wild                                              |        |
| 2          | Pirates of the Caribbean: At World's End                   |        |
| 2          | The Savages                                                |        |